# Borgo San Lorenzo
Borgo San Lorenzo je italská obec v provincii Firenze v oblasti Toskánsko.
V roce 2012 zde žilo 17 952 obyvatel.

## Sousední obce
Fiesole, Firenzuola, Marradi, Palazzuolo sul Senio, Pontassieve, Scarperia e San Piero, Vaglia, Vicchio

## Vývoj počtu obyvatel
Zdroj: 